# Pyrenaria viridifolia
Pyrenaria viridifolia är en tvåhjärtbladig växtart som beskrevs av Symington och Hsüan Keng. Pyrenaria viridifolia ingår i släktet Pyrenaria och familjen Theaceae. Inga underarter finns listade i Catalogue of Life.